# HC Lyulin Sofia
Le HC Lyulin Sofia est un club de handball qui se situe à Sofia en Bulgarie. 

## Palmarès
- Championnat de Bulgarie  (1) : 1994/1995